# حزب أفروشيرازي
الحزب الأفروشيرازي الزنجباري هو اتحاد ما بين حزب الشيرازي والحزب الأفريقي في جزيرة زنجبار. تشكيل هذا الحزب ساهم في تجريد العرب من الهيمنة على الجزيرة خلال ثورة زنجبار سنة 1964. واندمج الحزب لاحقا مع الاتحاد الوطني الأفريقي التانجانيقي ليشكلا معًا حزب الثورة في يناير 1977.